# Bianca Lancia
Bianca Lancia d'Agliano, também chamada Beatriz e Branca (1200 ou 1210 — 1244) foi uma nobre italiana da família Lancia (ou Lanza) de Piemonte, amante e por fim mulher do imperador Frederico II do Sacro Império Romano-Germânico, embora o casamento realizado no seu leito de morte , fosse considerado não canónico.

## Família
Seu pai foi Manfredo II de Busca (? – 1215), marquês de Busca e filho de Corrado I de Lancia. Sua mãe foi Branca de Maletta (? – 1245), filha de Guglielmo II Maletta, Senhor de Pettineo.

## Descendência
Da sua relação com Frederico II, nasceram três filhos:
1. Ana de Hohenstaufen (1230-1307), que casaria muito nova para selar uma aliança com o Imperador de Niceia João III Ducas Vatatzes, mudando o seu nome para o nome bizantino Ana.
2. Manfredo da Sicília (1232-1266), que sucedeu o seu pai Frederico II como rei da Sicília, inicialmente como regente, e depois usurpando o trono a seu favor.
3. Violante (1233-1264), que casou com Richard Sanseverino, Conde de Caserta.